# ヒミコ (天体)
ヒミコ (Himiko)は、くじら座の方向、130億光年の彼方に存在する巨大なライマンα輝線天体。ハワイのすばる望遠鏡で大内正己特別研究員が率いる日米英の国際研究チームによって発見された。130億年前の光であり、研究者は発見当時「今まで宇宙初期時代で発見された物体として最も大規模なものかもしれない」としている。地球に光が到達するまで130億年かかっており、宇宙の始まりから8億年のころの天体であるとされる。

## 発見
ヒミコはハワイのすばる望遠鏡で大内正己によって発見された。発見された場所はすばるXMMニュートンディープサーベイフィールドであり、この範囲で他の207個の銀河候補とともに見つけられた。ヒミコはその中のひとつであったが、あまりに明るすぎて遠方の天体と信じられていなかった。W・M・ケック天文台やラスカンパナス天文台で分光観測が行われ、ヒミコには水素輝線があることがわかり赤方偏移がz=6.595であることがわかった。これによってヒミコは130億光年の距離にあると確認された。カリフォルニアのカーネギー研究所で研究を行っていた大内正己は「私はこの距離で画像を分解できた他の類似した天体を聞いたことがない。ちょっと前代未聞だ。」と述べている。

## 特徴
データに基づけば、この天体は「早期宇宙で次の大規模な物体に比べ10倍以上の大きさで、太陽質量の400億倍の質量」を持ち、「大きさは5万5千光年でわれわれの銀河の半分くらいの直径」を持つとされている。なお、距離については巨大ブラックホールや銀河衝突の影響によって赤方偏移の数値が変わる可能性がある。
ヒミコの発見によって、宇宙の初期に現代の平均的な銀河と同じ程度の大きさの巨大天体が存在したことになった。これは小さな天体が重力によって徐々に集まっていき大きな天体が形作られていくという現代の宇宙論では説明ができない。また、その後も宇宙初期に成長した銀河やブラックホールが発見されている。
2013年11月、東京大学宇宙線研究所の大内正己准教授や国立天文台、ハーバード・スミソニアン天体物理学センターなどの共同研究により、ヒミコは、一直線に並んだ3つの星団を巨大な水素ガス雲が包み込んでいる構造をしていることが分かった。

## 名称
この天体は3世紀に存在したとされる邪馬台国の女王卑弥呼にちなんで名づけられた。他に「アマテラス」や「ベンケイ」といった候補もあった。

## 参考書籍
- Ouchi, Masami; et. al (2009). “Discovery of a giant Lyα Emitter near the Reionization Epoch”. The Astrophysical Journal (696):  1164–1175. doi:10.1088/0004-637X/696/2/1164. arXiv:0807.4174v2.